# Ramon Argüelles

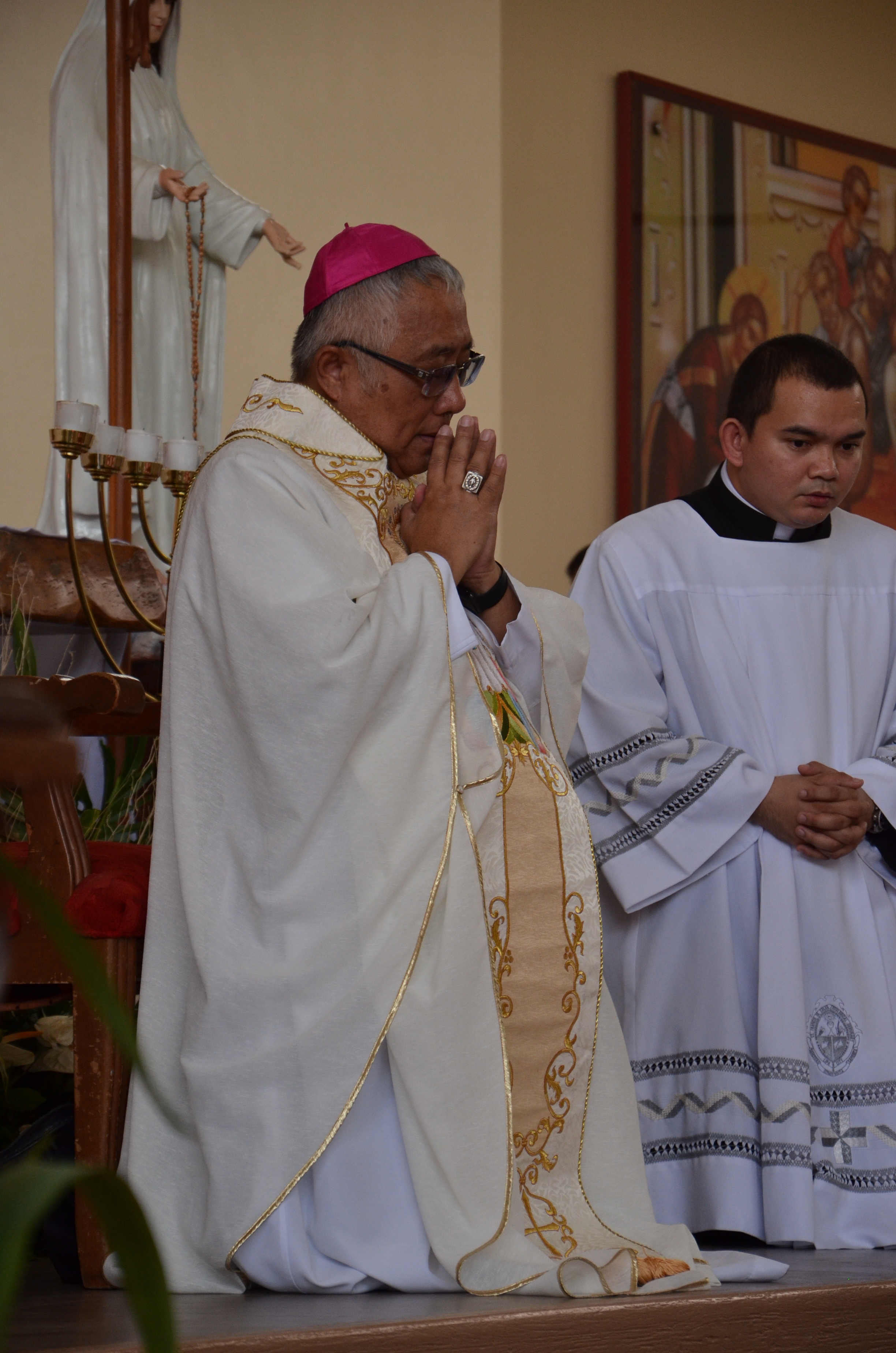
Ramon Argüelles

Ramon Cabrera Argüelles (Batangas City, 12 november 1944) is een Filipijnse rooms-katholieke geestelijke. Argüelles was van 2004 tot 2017 de aartsbisschop van het aartsbisdom Lipa.

## Biografie
Argüelles werd tot priester gewijd op 26 november 1969. Op 49-jarige leeftijd wordt hij benoemd tot hulpbisschop van het aartsbisdom van Manilla en titulair bisschop van Ros Cré. Een jaar later wordt Argüelles benoemd tot bisschop van het Filipijns militair ordinariaat. Op 24 mei 2004 ten slotte werd Argüelles benoemd tot aartsbisschop van Lipa..